# Kovanec
Kovanec – gmina w Czechach, w powiecie Mladá Boleslav, w kraju środkowoczeskim. Według danych z dnia 1 stycznia 2013 liczyła 125 mieszkańców.